# Повијест геј и лезбијског живота и културе
Повијест геј и лезбијског живота и културе (енгл. Gay Life and Culture: a World History) је стручна монографија коју је уредио Роберт Олдрич (енгл. Robert Aldrich), објављена 2006. године. Заједничко српско и хрватско издање објавиле су 2011. године издавачке куће Sandorf из Загреба и Red Box из Београда у преводу Ане Бунчић и Сњежане Ђурђек.

## Аутори књиге
Уредник књиге Роберт Олдрич (1954) је аустралијски историчар и писац. Професор је европске историје на Свеучилишту у Сиднеју, предаје и истражује модерну европску и колонијалну историју, историју Француске од Револуције, историју француског и британског прекоморског царства, као и историју рода и сексуалност.
У писању књиге учествовало је четрнаест аутора, професора и историчара из седам земаља, који су покушали приказати различите друштвене ставове према хомосексуалности као и поступно обликовање једног новог идентитета. Аутори текстова у књизи су: Роберт Олдрич, Charles Hupperts, Bernd-Ulrich Hergemöller, Helmut Puff, Michael Sibalis, Laura Gowing, Brett Genny Beemyn, Florence Tamagne, Domenico Rizzo, Leila J. Rupp, Lee Wallance, Vincenzo Patanè, Adrian Carton и Gert Hekma.

## О књизи
Књига Повијест геј и лезбијског живота и културе почиње текстом о хомосексуалности у античкој Грчкој и Риму, и покрива историју све до данашњих дана. Бави се проблематиком права геј заједнице, АИДС-а и ванбрачних заједница. Књига се бави и другим културама поред оних западних, а притом открива разнолику светску историју истосполних веза. Књига Повијест геј и лезбијског живота и културе темељи се на великој количини обрађене грађе: мемоарима, писмима, архивима, делима ликовне уметности и књижевности.
Књига Повијест геј и лезбијског живота и културе пружа целовит преглед дуге историје из које су потекле данашња богата и разнолика геј и лезбејска култура.

## Награде
Суиздавачко издање хрватске издавачке куће Сандорф и београдске Ред Боx Повијест геј и лезбијског живота и културе, на 56. Међународном београдском сајму књига 2011. године награђен је Специјалним признањем сајма.